# Boeckella
Boeckella es un género de copépodos de la familia Centropagidae.

## Especies
Boeckella contiene 49 especies.Cinco de esas especies figuran como vulnerables en la Lista Roja de la UICN, cuatroendémicas endémicas de Australia (B. bispinosa,  B. geniculata,  B. nyoraensis, B. shieli, ) y B. calcaris de Bolivia y Perú. 
 
El género fue descrito originalmente por GM Thomson como "Boecki ",  en honor a Jonas Axel Boeck (1833-1873). Ese nombre resultó, ser un homónimo menor de Boeckia, un género de Amphipoda, y por lo tanto, no válido. Luego, Jules de Guerne y Jules Richard le proporcionaron el nombre de reemplazo, Boeckella en 1889. 